# Ucrânia nos Jogos Paralímpicos de Verão de 2008
Ucrânia participou dos Jogos Paralímpicos de Verão de 2008, que foram realizados na cidade de Pequim, na China, entre os dias 6 e 17 de setembro de 2008. A deleção conquista setenta e quatro medalhas (24 ouros, 18 prata, 32 bronzes).